# Іда Марі Гаген
Іда Марі Гаген (норв. Ida Marie Hagen) — норвезька лижна двоборка,  чемпіонка світу.  
Золоту медаль світової першості Гаген виборола на  чемпіонаті світу 2023 року, що проходив у словенській Планиці, в змаганні змішаних команд на нормальному трампліні.